# Litauischer Fußball-Supercup
Der Litauische Fußball-Supercup ist ein litauischer Fußballwettbewerb, in dem zu Beginn einer Saison der litauische Meister und der litauische Pokalsieger der abgelaufenen Saison in einem einzigen Spiel aufeinandertreffen. Sollte eine Mannschaft das Double gewonnen haben, gewinnt diese automatisch den Wettbewerb. Der Wettbewerb findet seit 1995 mit fünf Unterbrechungen statt.

## Die Endspiele im Überblick
| Jahr       | Austragungsort                 | Sieger                         | Ergebnis                       | Finalist                       |                                |
| ---------- | ------------------------------ | ------------------------------ | ------------------------------ | ------------------------------ | ------------------------------ |
| 1995       | FK Inkaras Kaunas (Double)     | FK Inkaras Kaunas (Double)     | FK Inkaras Kaunas (Double)     | FK Inkaras Kaunas (Double)     | FK Inkaras Kaunas (Double)     |
| 1996       | Marijampolė                    | Kareda Kaunas                  | 2:1                            | FK Inkaras Kaunas              |                                |
| 1997       | keine Austragung               | keine Austragung               | keine Austragung               | keine Austragung               | keine Austragung               |
| 1998       | Kėdainiai                      | Ekranas Panevėžys              | 3:0                            | Kareda Kaunas                  |                                |
| 1999- 2001 | keine Austragung               | keine Austragung               | keine Austragung               | keine Austragung               | keine Austragung               |
| 2002       | FBK Kaunas (Double)            | FBK Kaunas (Double)            | FBK Kaunas (Double)            | FBK Kaunas (Double)            | FBK Kaunas (Double)            |
| 2003       | Šiauliai                       | VMFD Žalgiris Vilnius          | 2:1                            | FBK Kaunas                     |                                |
| 2004       | FBK Kaunas (Double)            | FBK Kaunas (Double)            | FBK Kaunas (Double)            | FBK Kaunas (Double)            | FBK Kaunas (Double)            |
| 2005       | keine Austragung               | keine Austragung               | keine Austragung               | keine Austragung               | keine Austragung               |
| 2006       | Palanga                        | Ekranas Panevėžys              | 2:1                            | FBK Kaunas                     |                                |
| 2007       | Marijampolė                    | FBK Kaunas                     | 1:0                            | Sūduva Marijampolė             |                                |
| 2008       | keine Austragung               | keine Austragung               | keine Austragung               | keine Austragung               | keine Austragung               |
| 2009       | Šiauliai                       | Sūduva Marijampolė             | 0:0 n. V., 2:1 i. E.           | Ekranas Panevėžys              |                                |
| 2010       | Ekranas Panevėžys (Double)     | Ekranas Panevėžys (Double)     | Ekranas Panevėžys (Double)     | Ekranas Panevėžys (Double)     | Ekranas Panevėžys (Double)     |
| 2011       | Ekranas Panevėžys (Double)     | Ekranas Panevėžys (Double)     | Ekranas Panevėžys (Double)     | Ekranas Panevėžys (Double)     | Ekranas Panevėžys (Double)     |
| 2012       | keine Austragung               | keine Austragung               | keine Austragung               | keine Austragung               | keine Austragung               |
| 2013       | Marijampolė                    | VMFD Žalgiris Vilnius          | 1:0                            | Ekranas Panevėžys              |                                |
| 2014       | VMFD Žalgiris Vilnius (Double) | VMFD Žalgiris Vilnius (Double) | VMFD Žalgiris Vilnius (Double) | VMFD Žalgiris Vilnius (Double) | VMFD Žalgiris Vilnius (Double) |
| 2015       | VMFD Žalgiris Vilnius (Double) | VMFD Žalgiris Vilnius (Double) | VMFD Žalgiris Vilnius (Double) | VMFD Žalgiris Vilnius (Double) | VMFD Žalgiris Vilnius (Double) |
| 2016       | Vilnius                        | FK Žalgiris Vilnius            | 1:1 n. V., 4:1 i. E.           | FK Trakai                      |                                |
| 2017       | Vilnius                        | FK Žalgiris Vilnius            | 1:0                            | FK Trakai                      |                                |
| 2018       | Marijampolė                    | Sūduva Marijampolė             | 5:0                            | FC Stumbras                    |                                |
| 2019       | Marijampolė                    | Sūduva Marijampolė             | 2:0                            | FK Žalgiris                    |                                |
| 2020       | Vilnius                        | FK Žalgiris Vilnius            | 1:0                            | Sūduva Marijampolė             |                                |
| 2021       | Vilnius                        | FK Panevėžys                   | 2:2 n. V., 3:2 i. E.           | FK Žalgiris Vilnius            |                                |
| 2022       | Vilnius                        | Sūduva Marijampolė             | 0:0 n. V., 3:2 i. E.           | FK Žalgiris Vilnius            |                                |
| 2023       | Vilnius                        | FK Žalgiris Vilnius            | 1:1 n. V., 3:2 i. E.           | FK Kauno Žalgiris              |                                |
| 2024       | Vilnius                        | FK Panevėžys                   | 0:0 n. V., 5:4 i. E.           | FK Transinvest                 |                                |
| 2025       | Vilnius                        | FK Žalgiris Vilnius            | 2:2 n. V., 3:2 i. E.           | FK Banga                       |                                |

### Rangliste der Sieger
| Rang | Verein              | Titel | Jahr(e)                                              |
| ---- | ------------------- | ----- | ---------------------------------------------------- |
| 1    | FK Žalgiris Vilnius | 9     | 2003, 2013, 2014, 2015, 2016, 2017, 2020, 2023, 2025 |
| 2    | Sūduva Marijampolė  | 4     | 2009, 2018, 2019, 2022                               |
| 3    | Ekranas Panevėžys   | 4     | 1998, 2006, 2010, 2011                               |
| 4    | FBK Kaunas          | 3     | 2002, 2004, 2007                                     |
| 5    | FK Panevėžys        | 2     | 2021, 2024                                           |
| 6    | FK Inkaras Kaunas   | 1     | 1995                                                 |
| 6    | Kareda Kaunas       | 1     | 1996                                                 |